# Очі Ваканди
«Очі Ваканди» (англ. Eyes of Wakanda) — американський анімаційний телевізійний мінісеріал-антологія, створений Тоддом Гаррісом для стримінгового сервісу Disney+. Це 15-й телесеріал у Кінематографічному всесвіті Marvel, створений Marvel Studios Animation разом з Proximity Media, та перший сезон шостої фази КВМ. Прем'єра «Очей Ваканди» відбулася на Disney+ 1 серпня 2025 року, всі 4 епізоди вийшли одночасно.
Тодд Гарріс був шоураннером і режисером. Анімаційний серіал про Ваканду був у розробці до березня 2023 року, а в грудні того ж року його офіційно анонсували як «Очі Ваканди». Серіал заснований на коміксах Marvel про вигадану африканську країну Ваканду та роповідає про місії її спеціального підрозділу впродовж історії, призначені приховати існування країни від решти світу. На відміну від інших серіалів Marvel Animation 2025 року, дія «Очей Ваканди» відбувається у «Священному часоряді» та має тісніший зв'язок з фільмами франшизи.

## Епізоди
| № серії | Назва серії                             | Режисер(и)              | Сценарист(и)   | Оригінальна дата показу |
| --- | --------------------------------------- | ----------------------- | -------------- | ----------------------- |
| 1 | «У лев'яче лігво / Into the Lion's Den» | Тодд Гарріс             | Джеффрі Торн   | 1 серпня 2025           |
| У 1260 році до н. е. колишня учасниця елітного загону Дора Мілає на ім'я Ноні отримує завдання від свого наставника Акеї вистежити та захопити секретного агента (Хатут Заразе) на ім'я Нкаті. Акея боїться, що Нкаті викаже світові існування Ваканди, поділившись її технологіями. Назвавши себе Левом, Нкаті планує створити незалежну державу Лев'ячий Прайд, населену викраденими чоловіками та жінками з усього світу. Ноні вирушає на мінойський Крит і дозволяє себе захопити. Вона захоплює корабель викрадачів і звільняє полонених. Потім Ноні проникає до підводної фортеці Нкаті. Переживши напади кількох елітних воїнів, Ноні протистоїть Нкаті та перемагає його в дуелі. Смертельно поранений Нкаті запускає пристрій самознищення, який руйнує фортецю. Ноні виживає після вибуху, і Акея запрошує її повернутися до Дора Мілає. Але Ноні вирішує приєднатися до Хатут Заразе, щоб продовжити захищати інтереси Ваканди приховано за кордоном. |                                         |                         |                |                         |
| 2 | «Легенди і брехня / Legends and Lies»   | Джон Фанг               | Марк Бернардин | 1 серпня 2025           |
| Під час Троянської війни в 1200 році до н. е., Б'Кай проник до грецької армії під псевдонімом Мемнон і воює разом з Ахіллесом у їхній битві проти троянців. Феррон ставить під сумнів вірність Мемнона, але Ахіллес захищає його. Одіссей пропонує збудувати Троянського коня, щоб потрапити всередину Трої. Коня будують і віддають троянцям як подарунок з визнанням поразки. Пізніше тієї ж ночі Мемнон, Ахіллес та їхні солдати виходять з Троянського коня та мовчки знищують охоронців, впускаючи решту грецької армії. Один охоронець б'є на сполох, перш ніж його вбивають, попереджаючи троянців про вторгнення. Мемнон під час битви зустрічає Паріса, що тікає, та Єлену Троянську, і переконує їх віддати йому намисто Єлени, що походить з Ваканди. Ахіллес наздоганяє Мемнона, сприйнявши його за зрадника, і бачить, як Мемнон дозволяє втекти Парісу з Єленою. Вони б'ються, Мемнон ранить Ахіллеса в п'яту і з жалем завдає йому смертельного удару. Повернувши намисто додому, Б'Кай розмовляє зі старшим Ноні, який каже йому не почуватися винним, бо приховування Ваканди понад усе. Потім Б'Кай каже Ноні, що почувається чужинцем у Ваканді після дев'яти років роботи під прикриттям і просить негайно відправити його на іншу місію. |                                         |                         |                |                         |
| 3 | «Втрачене і знайдене / Lost and Found»  | Джон Фанг і Тодд Гарріс | Марк Бернардин | 1 серпня 2025           |
| У 1400 році н.е. вакандійський польовий агент Баша проник до міста китайського Куньлунь, щоб забрати невелику статую дракона, покриту вібранієм. Але Баші вдається взяти лише голову статуї. Після повернення Баша розмовляє зі своїм польовим лідером Ебо та радником Ракімом. В ангарі з корабля Баші виходить таємничий зловмисник. Потім зловмисник зустрічає Ебо та запитує про Башу. Він обманом заводить зловмисника в таверну, заповнену Хатут Заразі, але зловмисник відбивається від них та тікає. Баша зустрічає зловмисника, яким виявляється Джорані, жінка, яка знайшла його в снігу біля Куньлуня та вилікувала. У кімнаті з артефактами Баша пояснює, що артефакт був вкрадений з Ваканди, але Джорані дорікає йому за зраду її довіри. За допомогою своїх сил Залізного Кулака вона легко знімає вібраній зі статуї. Сховавши Джорані в кімнаті, Баша та Ебо приховують інцидент на задоволення Ракіма, і він підвищує Ебо. Потім вони таємно відводять Джорані назад до ангара, щоб вона могла повернутися до Куньлуня з головою статуї. |                                         |                         |                |                         |
| 4 | «Остання Пантера / The Last Panther»    | Тодд Гарріс             | Джеффрі Торн   | 1 серпня 2025           |
| У 1896 році агент Куда наставляє принца Тафарі в його першій місії з повернення вібранієвої сокири з Адуа під час битви ефіопів проти італійців. Принц бажає прославитися, тому не зупиняється перед перешкодами. На зворотному шляху до Ваканди раптово з'являється воїн у броні, який спричиняє аварію їхнього автомобіля та б'ється з ними. Куда та Тафарі здобувають перемогу над супротивником, але це виявляється королева Ваканди та остання Чорна Пантера з 500 років у майбутньому. Вона показує їм видіння Ваканди в руїнах, зруйнованої інопланетянами Орди, та пояснює, що це сталося через ізоляціоністську політику Ваканди. Вона відправилася в минуле, щоб знайти спосіб зупинити Орду, і виявила, що сокира допоможе майбутньому королю Ваканди знайти союзників, якщо залишити її там, де вона була знайдена. Остання Пантера повертається в майбутнє, не вірячи в успіх своєї місії. Тафарі та Куда вирушають до Адуа та кладуть сокиру туди, де вона була знайдена. Після того, як Куда приховує зустріч з останньою Чорною Пантерою, Тафарі сподівається, що провал їхньої первісної місії був того вартий. Вони доповідають, що сокиру було знищено під час битви, Тафарі бере відповідальність на себе. Роками пізніше Ерік «Кіллмонгер» Стівенс готується викрасти сокиру, яка тепер виставлена в Лондонському музеї, що стає підґрунтям для фільму «Чорна Пантера». |                                         |                         |                |                         |

## Створення
У лютому 2021 року Раян Куглер — сценарист і режисер фільмів Marvel Studios «Чорна пантера» (2018) та «Чорна пантера: Ваканда назавжди» (2022) — оголосив про п'ятирічну телевізійну угоду між своєю компанією Proximity Media та The Walt Disney Company. Угода включала розробку драматичного серіалу для стримінгового сервісу Disney+, заснованого на вигаданій країні Ваканді, місці дії фільмів «Чорна пантера». Куглер розробляв серіал разом з Кевіном Файгі, Луї Д'Еспозіто та Вікторією Алонсо з Marvel Studios. Річард Ньюбі у The Hollywood Reporter припустив, що серіал може розширити міфологію про Ваканду, вшанувавши Чедвіка Боузмана, який грав Т'Чаллу / Чорну Пантеру до своєї смерті в серпні 2020 року. Ньюбі припустив, що серіал може глибше розкрити другорядних персонажів фільмів.
Дія серіалу відбувається у «Священному часоряді» разом з фільмами та ігровими серіалами, що відрізняє його від попередніх серіалів Marvel Animation, таких як «А що, як…?» та «Ваш дружній сусід Людина-павук» (2025 — дотепер), дія яких відбувається в альтернативних всесвітах основного Кінематографічного всесвіту Marvel.
«Очі Ваканди» розповідає про Хатут Заразе, вакандійських воїнів і спецагентів, які впродовж історії розшукують артефакти з металу вібранію, коли вони опиняються за межами Ваканди. Дія «Очей Ваканди» відбувається в кількох історичних періодах, включаючи 1260 рік до нашої ери на Криті бронзової доби, 1200 рік до нашої ери під час Троянської війни, 1400 рік нашої ери в Китаї на початку династії Мін та 1896 рік нашої ери в Ефіопії під час Першої італо-ефіопської війни. Перший епізод натхненний таємницею народів моря, припускаючи, що вони були вихідцями з Ваканди.
«Очі Ваканди» мають стиль анімації, натхненний сучасними афроамериканськими художниками, такими як Ерні Барнс, а також ілюстратором Діном Корнвеллом.

## Реліз
Прем'єра серіалу «Очі Ваканди» відбулася на Disney+ 1 серпня 2025 року, з усіма чотирма епізодами. Раніше його вихід був запланований на 2024 рік, — спершу на 6 серпня, а потім на 27 серпня, перш ніж була встановлена дата 1 серпня. Перший епізод був показаний на Міжнародному фестивалі анімаційного кіно в Аннесі 9 червня. «Очі Ваканди» — це перший сезон шостої фази КВМ.

## Сприйняття
Агрегатор рецензій Rotten Tomatoes повідомляє, що серіал схвалили 91 % критиків. Згідно з консенсусом вебсайту, «„Очі Ваканди“, що розкривають культове королівство КВМ лаконічними історіями та привабливою візуальною текстурою, є вдалим анімаційним доповненням до історії Чорної Пантери». На Metacritic середньозважена оцінка склала 72 бали зі 100, що вказує на «загалом схвальні відгуки».